# Jean-Louis Nembrini
 (octobre 2022).
Si vous disposez d'ouvrages ou d'articles de référence ou si vous connaissez des sites web de qualité traitant du thème abordé ici, merci de compléter l'article en donnant les références utiles à sa vérifiabilité et en les liant à la section « Notes et références ».
 (juillet 2023).
Jean-Louis Nembrini, ancien inspecteur général de l'Éducation nationale et recteur d’académie, est actuellement Vice-Président du Conseil régional de Nouvelle-Aquitaine. 
Après une carrière qui l’a conduit du professorat à la direction générale de l’enseignement scolaire du ministère de l’Éducation nationale, il est élu conseiller régional de Nouvelle-Aquitaine en 2015 et réélu en 2021.

## Enfance et éducation
Jean-Louis Nembrini a grandi dans le département du Lot en milieu rural. Il effectue sa scolarité à l’école communale de Soturac, puis au collège d’enseignement général de Puy-l'Évêque. En 1963, il rentre à l'école normale d'instituteurs de Montauban où il obtient le baccalauréat philosophie avec mention très bien. Il effectue ensuite ses études supérieures d’histoire et de géographie à l'université de Toulouse et obtient un doctorat en soutenant une thèse sur l’industrie en milieu rural. Il est admis au CAPES d’histoire et géographie en 1971, puis à l'agrégation de géographie en 1974.[réf. nécessaire]

## Parcours professionnel
Professeur d’histoire et géographie au lycée de Muret, au collège Jasmin d’Agen (1972-1979) puis jusqu’en 1989 à l’école normale d’instituteurs d’Agen. Il est également chargé de cours à l’Université de Toulouse-Le Mirail.[réf. nécessaire]
En 1989, il devient inspecteur d’académie – inspecteur pédagogique régional dont il exerce les fonctions à Limoges puis à Bordeaux.
En 1994, il est nommé inspecteur général de l’Éducation nationale (IGEN) affecté au groupe histoire et géographie dont il est élu doyen en 2000. Il préside la Commission Éducation civique de l’IGEN.
De 2002 à 2007 il est conseiller aux cabinets de Luc Ferry, ministre de la Jeunesse, de l’éducation nationale et de la recherche, de Xavier Darcos, ministre délégué à l’enseignement scolaire, puis conseiller auprès de Gilles de Robien, ministre de l’Éducation nationale de l’enseignement supérieur et de la recherche.
En 2007, il est nommé directeur général de l’enseignement scolaire où il a notamment porté la réforme du baccalauréat professionnel en 3 ans, ouvrant largement ce diplôme professionnel vers l’enseignement supérieur, ainsi que la mise en œuvre de socle commun de connaissances et de compétences.[réf. nécessaire]
De 2009 à 2013, il est recteur de l’académie de Bordeaux où, nouant de solides relations avec le Conseil régional, il a œuvré à l’installation de l’Aérocampus, premier campus des métiers et des qualifications. En tant que chancelier des universités d’Aquitaine, il a particulièrement suivi la démarche de fusion des Universités de Bordeaux et accompagné le processus ayant conduit en 2011 à la sélection de l’idex Bordeaux, parmi les toutes premières universités françaises en réponse à l'appel à projet Initiatives d'excellence du Programme des investissements d’avenir.
À partir de septembre 2013, il est nommé administrateur provisoire de l'Université de Bordeaux, jusqu’à la fusion effective des universités Bordeaux 1, 2 et 4.
À partir de sa création en 2013, il est présidant du Conseil d’école de l’École supérieure du professorat et de l’éducation de Bordeaux et vice-président d’Aquitaine Cap-Métiers (CARF-OREF d’Aquitaine).[réf. nécessaire]
Jean-Louis Nembrini a également été Président du conseil scientifique du Manuel d'histoire commun franco-allemand (2004-2012), membre du conseil scientifique de la Cité nationale de l'histoire de l'immigration (2004-2005), président de la Fraternité Edmond Michelet (2005-2016).[réf. nécessaire]

## Politique
En janvier 2016, il est élu conseiller régional de Nouvelle-Aquitaine sur la liste conduite par Alain Rousset et devient vice-président chargé de l’Éducation et des lycées. Son engagement prolonge sa carrière professionnelle consacrée à une prise en compte des besoins réels des territoires, des jeunes et de leurs familles dans la mise en œuvre de l'éducation et de la formation. La carte des formations professionnelles retient particulièrement son attention dans une perspective de nécessaire décentralisation. La transformation de l'orientation scolaire dans le contexte de la formation tout au long de la vie est également au centre de son action au sein de l'exécutif de la collectivité. Il est réélu en juin 2021.
Jean-Louis Nembrini est colonel de la réserve citoyenne de l’armée de l’Air et de l’Espace, membre du réseau ADER[Quoi ?].

## Publications
- Problèmes liés à l’émigration dans les villages de la Loana (Chypre).  En collaboration avec Gérard Millon. Université de Toulouse Le Mirail, 1974.
- Les industries en milieu rural dans Midi-Pyrénées : résultats statistiques. Université de Toulouse Le Mirail. Toulouse, 1975
- Les industries en milieu rural dans la région Midi-Pyrénées. Université de Toulouse le Mirail , Centre interdisciplinaire d,Etudes Urbaines, 1976.
- Les avatars de l'industrie rurale dans le sud-ouest, Revue Géographique des Pyrénées et du Sud-Ouest. Toulouse, 1979.
- Pour une pédagogie volontaire de l'aménagement. La vallée du Lot. Sous la direction de Bernard Kayser. Université de Toulouse-Le Mirail. 1978
- Les Lois scolaires de Jules Ferry en Lot-et-Garonne. En collaboration avec Pierre Polivka. Service éducatif des Archives départementales de Lot-et-Garonne. Centre départemental de documentation pédagogique de Lot-et-Garonne. 1982.
- La formation des maîtres au XIXème siècle : Les Ecoles normales de Lot-et-Garonne de F. Guizot à J. Ferry.  En collaboration avec Pierre Polivka et Simone Caillaouze, Service éducatif des archives dép. de Lot-et-Garonne.  1982
- Chronique de la Révolution en Lot-et-Garonne / Lot-et-Garonne. Archives départementales de Lot-et-Garonne. 1989.
- Atlas régional et départemental Midi-Pyrénées (Gers et Lot), université de Toulouse-Le Mirail. 1981-1985
- Histoire d'Agen (XVIIIe et Révolution), Privat. 1991
- Les concepts fondamentaux de la géographie actuelle, in la géographie en collège et en lycée, Hachette. 1994
- L'éducation civique, peut-elle contribuer à construire le lien social, in questions pour l'éducation civique, Hachette éducation. 2000
- La naissance d'un département, in Le Lot-et-Garonne de l'an 1000 à 2050, Fayard. 2000
- Langues régionales et droits de l’Homme, in Périgord Occitan et langues de France, institut Eugène Le Roy, Copedit, Périgueux 2005
- Les nouvelles régions académiques, débats et enjeux in Administration et éducation, Les nouveaux territoires de l’école, nº162, juin 2019
- L’offre et la demande, le dilemme des territoires, table ronde avec Jérôme Creuzet, in Administration et éducation, Parcours, mobilité, territoires : pour une fabrique des possibles, nº 171, septembre 2021
- L’Europe de l’Éducation : faire vivre l’expérience acquise du manuel franco-allemand d’histoire,  in Revue internationale d’Éducation, Sèvres, nº88, décembre 2021
- La réforme et les territoires, in Administration et éducation. La conduite du changement, nº 174, juin 2022

Manuels scolaires : 
- Direction de collections d'histoire, de géographie et d’éducation civique pour l'école depuis 1985 : Pour connaître la France et A monde ouvert, Hachette Éducation.

## Prix et récompenses
- Commandeur des Palmes académiques
- Chevalier de l’Ordre national du Mérite
- Chevalier de la Légion d’honneur
- Officier de l’Ordre du Mérite de la République fédérale d'Allemagne